# Chiesa di Santa Maria Nascente (Viggiù)
La chiesa di Santa Maria Nascente, comunemente chiamata della Madonnina si trova centro storico di Viggiù, inserita nelle contrade più antiche del paese, lungo la strada che porta verso il colle Sant'Elia. Venne edificata nel 1718, sul luogo dove sorgeva una piccola cappella votiva eretta quale ex voto contro la peste.

## Descrizione
La semplice facciata, con elegante portale e due finestre dalle modanature leggermente sinuose, è fiancheggiata dallo svettante campanile, innalzato nel 1750, che termina con una copertura a pianta ottagonale, che corona in maniera leggiadra la cella campanaria.
Il semplice interno, con pianta a croce latina, conserva le statue dei Santi che maggiormente sono legati alla fede dei Viggiutesi: Santa Lucia, Sant'Orsola e San Carlo Borromeo.
L'altare neoclassico, nel braccio sinistro della croce, è dedicato a Santa Lucia, patrona dei Picasass viggiutesi. La statua della Santa è opera dello scultore viggiutese Antonio Bottinelli (1850-1898), autore di diverse opere per la Fabbrica del Duomo, tra cui, una statua di San Carlo. L'altare maggiore, con finissimi intagli e rilievi, in stile neoclassico, è arricchito dalle statue di Maria Santissima Orante, opera di Stefano Butti, con ai lati altre due statue: San Giovanni di Guido Butti e San Luca di Antonio Galli, rinomati artisti viggiutesi dell'Ottocento. Alla base, medaglioni con ritratti eseguiti dal giovane scultore Giovanni Piazza. Tale altare, del 1825, realizzato, gratuitamente, da un gruppo di artisti viggiutesi, su disegno dell'architetto del Duomo di Milano Pietro Pestagalli, sostituisce quello più antico, che viene venduto alla parrocchia di Meride.